# Лейкин, Леонид Владимирович
Леонид Владимирович Лейкин (род. 23 июня 1961, Ленинград) — советский и российский клоун, актёр, режиссёр.

## Биография
Леонид Лейкин родился 23 июня 1961 года в Ленинграде. Отец Владимир — скорняк. Он хотел, чтобы сын освоил рабочую специальность. Поэтому после окончания 8 классов школы Лейкин пошёл учиться на столяра по изготовлению щипковых музыкальных инструментов. Однако Лейкину с детства хотелось быть актёром или клоуном, и в 11 лет он сам пришёл по объявлению на «Ленфильм», где получил роль в киноленте режиссёра Григория Аронова «Весенние перевёртыши», который вышел на экраны в 1974 году.
Работал осветителем в Ленинградском мюзик-холле, где познакомился с Вячеславом Полуниным. Впервые вышел на сцену в 1980 году, когда срочно потребовалось заменить заболевшего артиста, после чего стал актёром театра «Лицедеи». Через некоторое время работы в театре Леонид Лейкин создал свой номер при участии Полунина — «Низя». Номер показали в «Голубом огоньке» в ночь с 1984 на 1985 год. Так к Лейкину пришла слава.
С 1983 года Леонид Лейкин является участником театра «Лицедеи» Вячеслава Полунина. В 1986 году вместе с клоунами театра «Лицедеи» принял участие в съёмках первого советского музыкального кинофильма «Как стать звездой». В 1988 году принял участие в съёмках телевизионного фильма, детективной драме «Дорога в ад».
В конце 1980-х годов принимал участие в «Поп-механике» Сергея Курёхина.
В 1991 году театр «Лицедеи» распался. В. Кефт, Л. Лейкин, В. Соловьев, А. Либабов и А. Орлова организовали театр «Лицедеи минус 4».
В 1993 снялся в эпизодической роли в детективной драме «Путешествие в счастливую Аравию».
С 1992 по 1998 год — ведущий артист и художественный руководитель театра «Лицедеи».
С 1994 года в эфире телеканала ТВ-6 выходило ежедневное утреннее юмористическое шоу «Доброе утро с Леонидом Лейкиным».
В 1994 году вышел проект театра «Лицедеи» «Железные бабки» — юмористические короткометражки в жанре пантомима. Продолжение «Железные бабки-2» вышло в 1997 году.
В 1999 году переехал в Лас-Вегас, США. В 2000 году со своим партнёром, клоуном Валерием Кефтом начал работать в канадском цирке «дю Солей» в шоу «Алегрия».
В 2006 году «дю Солей» предложил Лейкину поучаствовать в шоу «О». В этом шоу у Лейкина и Кефта было три номера «Дождь», «Вечер экипажа» и «Безсолница».
В 2008 году поставил в рамках цирка дю Солей в Китае, Макао шоу «Зая».
К концу 2008 года Лейкин разочаровался в работе в цирке «дю Солей», по его словам, из-за недостатка творчества, и весной 2009 года вернулся в Россию. Три номера, придуманные и исполняемые Лейкиным, остались в репертуаре цирка «дю Солей». Роли Лейкина в них исполняет бывший гимнаст из Англии Терри Бартлет.
В России Лейкин снова вернулся к «Лицедеям».
1 декабря 2009 года в Санкт-Петербурге открылось собственное здание театра «Лицедеи» на улице Льва Толстого, дом 9. При театре открылся ресторан «Лейкин-клуб».
В 2013 году между театром и собственником здания на улице Льва Толстого произошёл конфликт. Администрация бизнес-центра «Толстой сквер», в здании которого располагался театр, решила закрыть ресторан «Лейкин-клуб» и выселить театр. Началась судебная тяжба, которая закончилась в 2014 году, когда Арбитражный суд Санкт-Петербурга вынес решение об аренде помещений «Лицедеев», и коллектив продолжил арендовать помещения театра, однако, ресторан «Лейкин-клуб» так и не открылся.

## Премии и награды
В 1993 году Лейкин с сольным номером «Отдыхайте» завоевал премию «Золотой Остап».
В 2010 году получает премию «Петрополь» «за яркий актёрский почерк, искренность и новизну».
В 2011 году Лейкин удостоен Царскосельской художественной премии — «За неустанный художественный поиск и вклад в мировую клоунаду».

## Семья
В США Лейкин переехал с семьей — женой филологом Мариной Муаровой и дочерью Елизаветой. Совместная жизнь за границей не сложилась, и они развелись. Дочь от первого брака осталась жить в США, в штате Техас.
Второй брак Лейкин заключил с бывшей гимнасткой Евгенией Головач (была в юниорской сборной России по гимнастике, ушла из большого спорта из-за травмы позвоночника), с которой познакомился в «цирке дю Солей», где она выступала с акробатическими номерами. Головач также училась в школе-студии «Лицедеи». В США у Лейкина и Головач родился сын Данила. Также у Леонида Лейкина есть младший сын Лука.

## Фильмография
- 1974 — Весенние перевертыши — одноклассник
- 1984 — Перегон — матрос
- 1985 — Четыре клоуна под одной крышей
- 1985 — Мы – клоуны
- 1985 — Радостная душа
- 1986 — Как стать звездой — клоун Айяйай
- 1988 — Дорога в ад (ТВ)
- 1993 — Путешествие в счастливую Аравию — Сергей
- 1994—1998 — Железные бабки — Варя Колёсики / мальчик с мячом
- 2014 — Вкус Америки (The Funeral Party) — Фима
- 2014 — Боцман Чайка — Лейкин
- 2015 — Как боцман Чайка жениться ходил
- 2017 — Кухня. Последняя битва — эпизод
- 2018 — Парень из Голливуда, или Необыкновенные приключения Вени Везунчика — брат Монгольчик
- 2018 — Свидетели (130-я серия | Казни языческие) — эпизод